# Jim Costa
Manuel James "Jim" Costa (nascido em 13 de abril de 1952) é um político dos Estados Unidos, sendo representante desde 2005. É membro do Partido Democrata. O distrito que representa tem maioria de latinos.

## Início de vida e educação
Nascido em Fresno, era um agricultor de terceira geração. Seus avós vieram dos Açores no século XX.

## Legislativo da Califórnia
Costa representou o 30.º distrito por 24 anos, servindo na Assembléia Estadual da Califórnia entre 1978 até 1994, e no Senado da Califórnia entre 1994 até 2002.

## Câmara dos Representantes

### Comitês
- Comissão da Agricultura
- Subcomissão de Conservação, Energia e Ambiente
- Subcomissão de Desenvolvimento Rural, Pesquisa, Biotecnologia, Agricultura e de Negócios Estrangeiros
- Comissão de Recursos Naturais
- Subcomissão de Energia e Recursos Minerais
- Subcomissão de Água e Energia

### Histórico eleitoral
| Ano  | Ref   | Democrata | Votos  | %      | Republicano | Votos  | %      |
| ---- | ----- | --------- | ------ | ------ | ----------- | ------ | ------ |
| 2004 | [ 1 ] | Jim Costa | 61.005 | 53,40% | Roy Ashburn | 53.231 | 46,60% |
| 2006 | [ 2 ] | Jim Costa | 61.120 | 100%   |             |        |        |
| 2008 | [ 3 ] | Jim Costa | 93.023 | 74,33% | Jim Lopez   | 32.118 | 25,67% |
| 2010 | [ 4 ] | Jim Costa | 46.247 | 51,70% | Andy Vidak  | 43.197 | 48,30% |